# Pierre Justin Marie Macquart
Pour les articles homonymes, voir Macquart.
Pierre Justin Marie Macquart est un entomologiste français, né le 8 avril 1778 à Hazebrouck et mort le 25 novembre 1855 à Lille.
Durant la Révolution, il rejoint l’armée du Rhin. De retour en France en 1798, il se consacre à sa passion : l’entomologie. Installé à Lestrem, dont il sera le maire, de 1817 à 1852, puis membre du conseil général du département. Il correspond avec Johann Wilhelm Meigen (1764-1845). Macquart fait paraître les Insectes Diptères du nord de la France de 1828 à 1833. Dans les Suites à Buffon, il rédige les deux volumes consacrés aux diptères.
Il est élu membre de la Société entomologique de France le 1er août 1832.

## Travaux

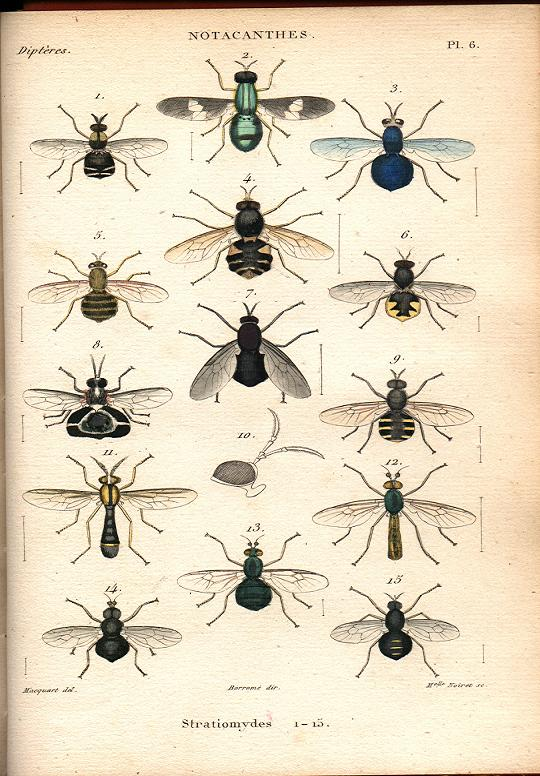
Page de Histoire naturelle des insectes

Quelques ouvrages de Justin Macquart ont été numérisés par Gallica : lire en ligne
- 1811. Mémoire sur les plantations dans le département du Nord. Séance Publique de la Société des Sciences de Lille, 4, 116–131.
- 1819. Notice sur les insectes Hemiptères du genre Psylle. Seanc Soc Sci Agr Arts Lille 5: 81-86.
- 1826 Insectes diptères du nord de la France 1 and 2 Asiliques, bombyliers, xylotomes, leptides, vésiculeux, stratiomydes, xylophagites, tabaniens Lille : impr. L. Danel.
- 1827 Insectes diptères du nord de la France 3 Platypézines, dolichopodes, empides, hybotides Lille : impr. L. Danel.
- 1829 Insectes diptères du nord de la France 4, Syrphies Lille : impr. L. Danel.
- 1834-1835. Histoire naturelle des insectes. Dipteres Paris : Roret.
- 1838 Insectes diptères exotiques nouveaux ou peu connus. Two volumes.Paris : Roret.
- 1839 Le chapitre Diptéres. dans ‘ Histoire naturelle des Iles Canaries, par Philip Barker Webb et Sabin Berthelot, vol. 2, pt. 2, p. 97. Paris.
- 1842 Diptères exotiques nouveaux ou peu connus Mémoires Soc Sci Agr Arts Lille 1841(1): 62-200.
- 1843 Diptères exotiques nouveaux ou peu connus Mémoires Soc Sci Agr Arts Lille 1842: 162-460.
- 1848 Diptères exotiques nouveaux ou peu connus Mémoires Soc Sci Agr Arts Lille 1847(2): 161-237.
- 1850 Facultés intérieures des Animaux invertébrés. 8vo. Lille. (avec autobiographie de 80 pages).
- 1855 Diptères exotiques nouveaux ou peu connusMémoires Soc Sci Agr Arts Lille (2)1: 25-156.